# 卢布林若望·保祿二世天主教大學
卢布林若望·保祿二世天主教大學（波蘭語：Katolicki Uniwersytet Lubelski Jana Pawła II，缩写KUL），成立于1918年，是波兰唯一一所具有大学地位的私立高校。

## 历史
1918年，苏联领导人弗拉基米尔·列宁允许波兰神父伊德兹·拉齐谢夫斯基将圣彼得堡罗马天主教神学院的图书馆以及各类设施带入波兰，在波兰独立之时创办了卢布林天主教大学。
该校学生从1918-1919年的399人增加至1937-1938年的1440人，不过这一增长因第二次世界大战的爆发以及纳粹德国对波兰的进攻而被打断。在所有位于德国占领区的大学当中，卢布林大学是唯一一所在1939年10月正式恢复办学的大学。1939年11月23日，纳粹德国处决了一批卢布林大学的学者，其中包括米哈乌·尼查伊和切斯拉夫·马尔蒂尼亚克两位教授。导致大学被勒令关闭，其建筑被改建为军事医院。尽管如此，卢布林大学还是在私下进行了教学活动。1944年7月苏联红军入侵卢布林后，卢布林大学最终于1944年8月21日重新开学。
在1944年至1989年波兰被波兰共产党统治的几年间，该大学一直处在运作状态，中途并未中断。但是在1953年至1956年之间，该校的法律、社会科学和教育学院被勒令关闭。同时在冷战期间，它亦是整个东方集团现存的唯一独立的天主教大学。尽管困难重重，但该大学的独立性仍然得到了保持，它从未教授其他所有国立大学所教授的马克思主义教条。它是那些因政治因素被国立大学开除的学生的避难所。
1989年，波兰共产主义政府垮台之后，该大学开始不断发展，学生人数几十年以来翻了两番，校园面积也得到了很大的扩展。2005年，该大学更名为卢布林若望·保祿二世天主教大學，以纪念若望·保祿二世教宗。2010年，该大学卷入了一桩丑闻，涉及到由于没有足够数量的学术工作者而被拒绝授予博士学位的院系。

## 人物
- 若望保祿二世，罗马天主教教宗
- 斯德望·維辛斯基，罗马天主教枢机
- 龔拉·克拉耶夫斯基，罗马天主教枢机
- 米哈乌·海勒（英语：Michał Heller），神學家兼哲学家
- 爱德华·斯塔楚拉（英语：Edward Stachura），诗人兼作家
- 亚努什·克鲁普斯基（英语：Janusz Krupski），历史学家
- 亚努什·帕利科特（英语：Janusz Palikot），政治家、活动家兼商人
- 沃伊切赫·西米恩（英语：Wojciech Siemion）,舞台剧及电影演员
- 耶日·克沃茨基（英语：Jerzy Kłoczowski），历史学家
- 加西彌祿·內茲，罗马天主教枢机